# George Hodgson

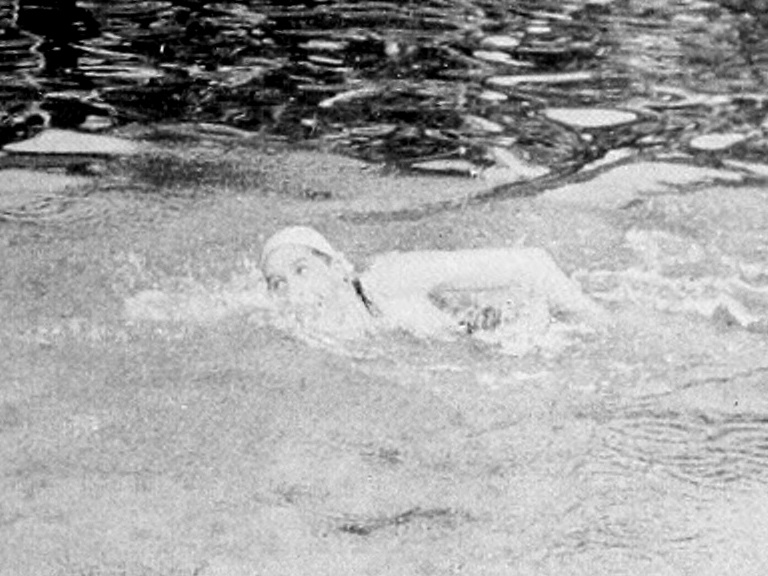
George Hodgson auf dem Weg zur Goldmedaille über 1500 Meter Freistil bei den Olympischen Spielen 1912

George Hodgson (* 12. Oktober 1893 in Montreal; † 1. Mai 1983 ebenda) war ein kanadischer Schwimmer.
Er gewann bei den Olympischen Spielen 1912 in Stockholm die Goldmedaille sowohl über 400 m als auch über 1500 m Freistil. Er war damit bis zu seinem Tod der einzige Kanadier, der Olympiasieger im Schwimmen wurde, 1984 konnten dann mit Alex Baumann und Victor Davis gleich zwei Kanadier gewinnen. In seiner dreijährigen aktiven Zeit als Schwimmer blieb er ungeschlagen. Dies ist unter anderem seinem eigenen Schwimmstil zu verdanken. 1912 nahm er auch an den Deutschen Schwimmmeisterschaften teil und gewann den Titel über 1500 Meter im Freistil.
Im Jahr 1968 wurde er in die Ruhmeshalle des internationalen Schwimmsports aufgenommen.